# بنات رحمة
بنات رحمة هو فيلم تلفزيوني مغربي من إخراج فريدة بورقية سنة 2008، وبطولة كل من منى فتو، ربيع القاطي، هشام بهلول، أمينة رشيد، وآخرون.

## القصة
يحكي الفيلم قصة سيدة فقيرة أعطت توأمها (بنتين)، في ظروف متفرقة، لعائلتين متفرقتين، والعائلتين معا وعدتا الأم بأن يُمكّناها من عنوان العائلتين اللّتان ستعيش معهما بنتيها التوأم حتى تظل على اتصال مع ابنتيها، لكن العناوين التي أعطوها كانت عناوين خاطئة.
سيدة مكافحة ومناضلة تشتغل أمام الفنادق ومرابض السيارات، وهو ما جعلها تلتقي بالعائلات التي أعطتهم ابنتيها التوأم كسياح، هذين العائلتين لم يرزقهما الله بالخلفة، وتظل نهاية القصة هي بداية الفيلم حيث ستلتقي البنتان بعد مرور 25 سنة وبعد زواجهما في فندق بمدينة مراكش.